# Aéroport de Vinnytsia
L'aéroport de Vinnytsia (code IATA : VIN • code OACI : UKWW) dessert la ville de Vinnytsia, en Ukraine.

## Histoire
L'aéroport de Vinnytsia est touché par huit missiles russes le 6 mars 2022 lors de l'invasion de l'Ukraine par la Russie. Il est utilisé par plusieurs unités de transport de la Force aérienne ukrainienne comme la 456e brigade d'aviation de transport.

## Situation
| Berdiansk Oujhorod Brody Ouman Kanatove Konotop Djankoï Tchouhouïv Kryvyï Rih Donetsk Sébastopol DniproVesseloïeBaheroveHorodokChersonèseGvardeïskoïeKatchaIvano-Frankivsk Izmaïl JovtneveJytomyr Koulbakino Kharkiv · Charcovie Khmelnytskyï Kherson KrementchoukKiev/Kyïv · Jouliany Kiev/Kyïv · Boryspil Kryvyï Rih Kolomya Loutsk Louhansk LvivMarioupol Mykolaïv Myrhorod Nijyn Odessa Poltava Rivne Sambir Simferopol Starokostiantyniv Tchernivtsi Vinnytsia Zaporijjia |

## Statistiques
Pour des raisons techniques, il est temporairement impossible d'afficher le graphique qui aurait dû être présenté ici.

Voir la requête brute et les sources sur Wikidata.

## Compagnies et destinations
| Compagnies                     | Destinations                             |
| ------------------------------ | ---------------------------------------- |
| Arkia Israel Airlines          | Tel Aviv - Ben Gourion                   |
| Ukraine International Airlines | Tel Aviv - Ben Gourion , Varsovie-Chopin |